# 22079 Kabinoff
22079 Kabinoff è un asteroide della fascia principale. Scoperto nel 2000, presenta un'orbita caratterizzata da un semiasse maggiore pari a 2,5519576 UA e da un'eccentricità di 0,1811671, inclinata di 6,12997° rispetto all'eclittica.